# Košťany
Město Košťany (německy Kosten) se nachází v okrese Teplice v Ústeckém kraji. Žije v něm přibližně 3 200 obyvatel. Košťany se městem staly v roce 1994, kdy byl schválen také oficiální znak města, který v sobě spojuje jak blízkost Krušných hor, tak průmyslovou minulost města. Přes strukturální potíže vyplývající z poškození městské struktury během dlouholeté těžby hnědého uhlí v jejich okolí, dochází v současné době k rozvoji města.

## Název
Název města se v historických pramenech objevuje ve tvarech: von Costen (1394), von Kosten (1398), de villa Costen (1398), Kosten (1404), Kostna (1459), Chostna (1628), Chossten (1664), Kosten (1674), Kosten (1787), Kosteny nebo Kosten (1854–1923), a Košťany nebo Kosten (1923).
Existují dvě hypotézy, které vysvětlují původ názvu města. Podle Antonína Profouse je jméno odvozeno jazykovými změnami pod vlivem němčiny ze slova chvosten, které znamenalo les s houštinami a křovinami. Mladší hypotéza spojuje název Košťany, přesněji jeho nejstarší variantu Costen, s kornským slovem costean ve významu naleziště cínu. V okolí města se na úbočí Krušných hor vyskytují stopy po rýžování cínu a archeologickými nálezy je doložena také přítomnost Keltů v období laténské kultury. Výraz také mohli do Čech přinést cornwallští horníci, kteří podle anglické tradice působili po celém tehdejším světě.

## Historie
První písemná zmínka o Košťanech pochází z roku 1394, kdy docházelo k intenzivnímu osidlování Teplicka. Ve zprávě z roku 1241 se zmiňuje Matouš Pařížský v Chronica Majora o vyhnanci z Cornwallu, který k nám přinesl znalosti o dobývání rudních žil. Okolí města však bylo osídleno již v mladší době železné, o čemž svědčí nálezy laténských seker a závěsku na svazích hor. Obec byla ve 14. a 15. století střídavě ve vlastnictví rodu Hrabišiců, kteří založili své bohatství na těžbě stříbra a cínu, a Lobkoviců.[zdroj?]
Novodobý rozvoj můžeme datovat k roku 1850, kdy se stává jedním z průmyslových center Teplicka. V první polovině devatenáctého století dochází k rozvoji těžebního průmyslu, sklářství a drobných živností. Bouřlivý rozvoj obce pokračuje i v období První republiky, když v roce 1930 počet obyvatel obce dosáhl čísla 6097. V tomto období získává centrální část Košťan městský charakter zástavby. V roce 1932 byl zvolen v důsledku neshody německých stran starostou města zástupce české menšiny železniční zřízenec Václav Diepolt. Předválečné a poválečné období dějin Košťan poznamenaly dva odsuny obyvatel. Nejprve vystěhování téměř 1700 Čechů v roce 1939 a posléze odsun německého obyvatelstva po roce 1945.
Mnohem více, než válečná léta, poničila obec těžba hnědého uhlí. Již v první polovině 20. století docházelo k rozsáhlým demolicím, kvůli kterým došlo nejen k podstatnému úbytku obyvatel v obci, ale také ke ztrátě městského charakteru místní zástavby v severozápadní části města. Například bývalá součást obce Mlýny ztrácí veškeré vazby na samotné Košťany. Mezi lety 1950–1960 byla také, v důsledku těžby, zbořena krajová dominanta kostel Povýšení sv. Kříže. Paradoxně ukončení důlní činnosti a následná rekultivace území dala dnešnímu městu velmi zajímavý rekreační potenciál. Západně od města vznikla v letních měsících vyhledávaná vodní nádrž Barbora.
Český název Košťany je úředním názvem obce od roku 1920. Jeho lidové užívání je doloženo teprve v 19. století.

## Obyvatelstvo
Demografický vývoj města byl několikrát ovlivněn vnějšími činiteli. Rok 1938 znamenal nutnost vystěhování pro některé obyvatele českého původu, na základě Postupimské dohody rok 1945 pro změnu odsun německých obyvatel. V padesátých a šedesátých letech 20. století došlo k odtěžení celé severní části města.
|                                                          | 1869 | 1880  | 1890  | 1900  | 1910  | 1921  | 1930  | 1950  | 1961  | 1970  | 1980  | 1991  | 2001  | 2011  | 2021  |
| -------------------------------------------------------- | ---- | ----- | ----- | ----- | ----- | ----- | ----- | ----- | ----- | ----- | ----- | ----- | ----- | ----- | ----- |
| Obyvatelé                                                | 844  | 1 550 | 2 183 | 3 548 | 4 655 | 5 317 | 5 900 | 3 320 | 2 766 | 2 181 | 1 944 | 1 586 | 1 526 | 1 667 | 1 767 |
| Domy                                                     | 107  | 150   | 177   | 245   | 295   | 329   | 433   | 593   | 543   | 353   | 340   | 348   | 376   | 400   | 416   |
| Data z roku 1961 zahrnují i domy z místní části Střelná. |      |       |       |       |       |       |       |       |       |       |       |       |       |       |       |

## Městská správa a politika

### Části města
- Košťany
- Střelná

Ve správním území města se nachází:
- - SAB (Sdružený aktiv brigádníků) – původně hornická čtvrť z padesátých let 20. století, dnes rezidenční čtvrť
  - Na Hampuši
  - U Kapličky[13]
  - U Zámečku
- Kamenný Pahorek

### Městské symboly
Znak byl městu udělen rozhodnutím předsedy Poslanecké sněmovny Parlamentu České republiky dne 19. února 1998. Původní vlajka byla městu udělena rozhodnutím předsedy PSP ČR dne 4. června 1998, druhý získaly rozhodnutím předsedy PSP ČR dne 1. října 2015.

Vlajka města Košťany (1998–2015) Poměr stran: 2:3

### Zastupitelstvo
Zastupitelstvo města má patnáct členů, z nichž je volena pětičlenná rada města. V komunálních volbách 10.–11. října 2014 bylo zvoleno následující složení zastupitelů: osm zastupitelů za volební sdružení Naše Košťany a Střelná, dva mandáty pro ODS a Volební sdružení Střelná, po jednom mandátu KSČM, Česká nezávislá a Severočeši.cz
Ve volebním období 2010–2014 bylo složení zastupitelstva následující: Česká nezávislá (šest členů), volební sdružení Naše Košťany (tři členové), KSČM, ODS a ČSSD mají po dvou zastupitelích. V radě města zasedali zastupitelé ze všech stran a sdružení.

## Doprava
Částí obce Střelná vede silnice I/27 z Dubí přes Most do Plzně. Od roku 1871 městem vedla železniční trať duchcovsko-podmokelské dráhy, která ale byla ve druhé polovině 20. století, v souvislosti s těžbou uhlí, přeložena jižněji přes Oldřichov u Duchcova. U Střelné se nachází zastávka Střelná v Krušných horách na Moldavské horské dráze, vedoucí z Mostu do Moldavy.

## Pamětihodnosti
- Zámek Košťany
- Budova Základní školy Košťany
- V katastru Košťan se nachází nejvyšší bod okresu Teplice: hora Pramenáč (910[15] m).

## Osobnosti
- František Gregor Emmert (1940–2015), hudební skladatel
- Karel Aksamit (1897–1944), odbojář
- Otakar Šídlo (* 1942), fotbalista
- Přemysl Bičovský (* 1950), fotbalista

## Partnerská města
- Altenberg, Německo
- Košťany nad Turcom, Slovensko
- Valaliky, Slovensko